# Talsperre Alto Ceira
Die Talsperre Alto Ceira (portugiesisch Barragem do Alto Ceira) liegt in der Region Mitte Portugals im Distrikt Coimbra. Sie staut den Ceira, einen linken (südlichen) Nebenfluss des Mondego zu einem Stausee auf. Die Gemeinde Piódão befindet sich ungefähr vier Kilometer nordöstlich der Talsperre.
Mit dem Projekt zur Errichtung der Talsperre wurde im Jahre 1940 begonnen. Der Bau wurde 1949 fertiggestellt. Die Talsperre ist im Besitz von HIDROCENEL.

## Absperrbauwerk
Das Absperrbauwerk ist eine Bogenstaumauer mit einer Höhe von 33,5 m über der Gründungssohle. Die Mauerkrone liegt auf einer Höhe von 666,9 m über dem Meeresspiegel. Die Länge der Mauerkrone beträgt 85 m. Das Volumen der Staumauer umfasst 7.000 m³.
Die Staumauer verfügt sowohl über einen Grundablass als auch über eine Hochwasserentlastung. Über die Hochwasserentlastung können maximal 100 m³/s abgeleitet werden. Das Bemessungshochwasser liegt bei 100 m³/s.

## Stausee
Beim normalen Stauziel von 665,4 m erstreckt sich der Stausee über eine Fläche von rund 0,108 km² und fasst 1,2 Mio. m³ Wasser – davon können 0,4 Mio. m³ genutzt werden.